# Elroy Smith
Elroy Alexander Smith (* 30. November 1981 in Belmopan) ist ein belizischer Fußballspieler auf der Position des Verteidigers. Derzeit spielt er für Club Deportivo Marathón in der höchsten Liga von Honduras. Seit 2004 spielt er auch für die belizische Nationalmannschaft.

## Privates
Sein Cousin Harrison Roches ist ebenfalls belizischer Fußballnationalspieler.